# Zwiesele
Zwiesele (westallgäuerisch: im Tswiselə) ist ein Gemeindeteil der Marktgemeinde Heimenkirch im bayerisch-schwäbischen Landkreis Lindau (Bodensee).

## Geografie
Das Dorf liegt circa 2,5 Kilometer nordwestlich des Hauptorts Heimenkirch und zählt zur Region Westallgäu. Südlich des Orts verläuft die Leiblach. Im Ort unterscheidet man zwischen einem unteren und oberen Teil des Dorfs.

## Geschichte
Zwiesele wurde urkundlich erstmals im Jahr 1491 mit Claus Zwieseler zu Zwieselen erwähnt. Der Ortsname leitet sich vom mittelhochdeutschen Wort zwisele bzw. zwisel für Gabel ab und beschreibt vermutlich eine Weggabelung oder eine Flur. Im Jahr 1769 fand die Vereinödung Zwieseles mit 17 Teilnehmern statt. Zwiesele gehörte historisch zeitweilig der Reichsstadt Wangen an.